# یواس‌اس فرودگاه (ای‌دی-۲۷)
یواس‌اس فرودگاه (ای‌دی-۲۷) (به انگلیسی: USS Yellowstone (AD-27)) یک کشتی بود که طول آن ۴۹۲ فوت (۱۵۰ متر) بود. این کشتی در سال ۱۹۴۵ ساخته شد.